# Рудловчак Олена Михайлівна
Оле́на Рудловча́к (до шлюбу Микита; чеськ. Helena Rudlovčáková; 1 лютого 1919, Мукачеве, Закарпаття — 16 листопада 2007, Пряшів, Словаччина) — українська історик культури, літературознавиця, педагог і громадська діячка у Східній Словаччині.

## Біографія
Народилася 1 лютого 1919 року в Мукачевому (нині — Закарпатська область, Україна) в учительській сім'ї.
Закінчила Мукачівську гімназію (1929—1937), вивчала право у Карловому університеті в Празі (1937—1939) та історію і російську мову в Словацькому університеті в Братиславі (1940—1943), де згодом викладала російську мову (1943—1948).
Почала відігравати активну роль у громадському й культурному житті українців Пряшівщини після Другої світової війни як авторка підручника «Грамматика русского языка» (1948, 1953); як коректорка (1949—1950) російськомовної газети «Пряшевщина» і як сценаристка і директор (1950—1954) української редакції Чехословацького радіо в Пряшеві.
З 1952 року — член Комуністичної партії Чехословаччини, наукова співробітниця (1954—1960) Чехословацько-радянського інституту й Інституту літератури Словацької академії наук у Братиславі. Активно пропагувала тісні зв'язки з Радянським Союзом.
З 1960 до 1984 року працювала на кафедрі української мови та літератури в Університеті ім. П. Й. Шафарика в Пряшеві як завідувачка (1966) науково-дослідним кабінетом. Звання доцента здобула в Карловому університеті в Празі (1969). У 2001 р. було присвоєно звання Почесного професора Ужгородського університету. 
У ніч з 16 на 17 листопада 2007 р. померла. Похована у Празі на Ольшанському цвинтарі.

## Творчість
Більшість досліджень Олени Рудловчак стосуються культурного та літературного розвитку закарпатських українців кінця 19 — 20 століття. Вона підготувала кілька антологій української літератури: «Поети Закарпаття» (1965), «Зелений віночок — червоні квіточки» (1965), а також двотомну «Хрестоматію закарпатської української літератури» (1976—1985) для студентів університету.
Написала ґрунтовні біографії Олександра Духновича (1968), Олександра Павловича (1982), Юлія Ставровського-Попрадова (1984), Йосифа Ґаґанця (1996); історичні огляди культурних установ Пряшева: Пряшівської літературної спілки (1965), Товариства св. Йоанна Хрестителя (1993), Пряшівської греко-католицької вчительської руської семінарії (1998), українського радіомовлення (1984, 1988), Українського народного театру у Пряшеві (1971) і розвідку про українську літературу Східної Словаччини в міжвоєнний період (1968). Вона також писала про історію української преси, розвиток етнографічних досліджень закарпатських українців (1976, 1986) та проблеми культурних відносин закарпатських українців з Росією, Угорщиною і Словаччиною в період до Першої світової війни. Декотрі з цих досліджень увійшли в книгу її вибраних праць «Біля джерел сучасності» (1981).
Усі наукові роботи Олени Рудловчак написані на основі архівних джерел і насичені фактографічними даними. Вона дотримувалася, однак, марксистського підходу, що домінував у колишній комуністичній Чехословаччині. Внаслідок цього вона мало говорить про вплив релігії і греко-католицької церкви на культуру українців і характеризує діяльність осіб та установ згідно з їх соціальною і політичною «прогресивністю». Олена Рудловчак вважає закарпатських українців українцями і їх літературу частиною української культури.